# Christophe Marcelle
Pour les articles homonymes, voir Marcelle.
Christophe Marcelle (né le 10 décembre 1968 à Reims) est un joueur professionnel français de hockey sur glace qui évoluait en position de défenseur.

## Carrière
Christophe Marcelle dispute au poste de défenseur le championnat du monde junior en 1987. Il gagne deux titres de champion de France en 1999-2000 et 2001-2002 avec les Flammes bleues de Reims, club fondé par son père, et compte 30 sélections en équipe de France. À la fin de sa carrière professionnelle, il intègre une entreprise de ravalement de façades.
Son fils Antonin est également hockeyeur et dispute les championnats du monde des moins de 18 ans en 2015.

## Statistiques
| Saison    | Équipe                  | Ligue           |    | Saison régulière | Saison régulière | Saison régulière | Saison régulière | Saison régulière |   | Séries éliminatoires | Séries éliminatoires | Séries éliminatoires | Séries éliminatoires | Séries éliminatoires |
| Saison    | Équipe                  | Ligue           | PJ | B                | A                | Pts              | Pun              | PJ               | B | A                    | Pts                  | Pun                  |                      |                      |
| 1988-1989 | Flammes bleues de Reims | Nationale 1B    | 26 | 10               | 14               | 24               | 51               |                  |   |                      |                      |                      |                      |                      |
| 1989-1990 | Flammes bleues de Reims | Nationale 1A    | 35 | 4                | 5                | 9                | 32               |                  |   |                      |                      |                      |                      |                      |
| 1990-1991 | Flammes bleues de Reims | Ligue nationale | 28 | 2                | 2                | 4                | 48               | 3                | 0 | 1                    | 1                    | 4                    |                      |                      |
| 1991-1992 | Flammes bleues de Reims | Élite           | 33 | 4                | 4                | 8                | 25               |                  |   |                      |                      |                      |                      |                      |
| 1992-1993 | Flammes bleues de Reims | Nationale 1A    | 35 | 9                | 16               | 25               | 60               |                  |   |                      |                      |                      |                      |                      |
| 1993-1994 | Flammes bleues de Reims | Nationale 2     | 15 | 1                | 5                | 6                | 6                | 6                | 1 | 4                    | 5                    | 6                    |                      |                      |
| 1994-1995 | Flammes bleues de Reims | Élite           | 27 | 3                | 6                | 9                | 62               | 7                | 0 | 0                    | 0                    | 12                   |                      |                      |
| 1995-1996 | Flammes bleues de Reims | Élite           | 28 | 2                | 15               | 17               | 20               | 10               | 2 | 3                    | 5                    | 6                    |                      |                      |
| 1996-1997 | Flammes bleues de Reims | Nationale 1A    | 28 | 4                | 6                | 10               | 20               | 9                | 0 | 4                    | 4                    | 10                   |                      |                      |
| 1997-1998 | Flammes bleues de Reims | Élite           | 39 | 4                | 12               | 16               | 85               |                  |   |                      |                      |                      |                      |                      |
| 1998-1999 | Flammes bleues de Reims | Élite           | 41 | 2                | 7                | 9                | 52               |                  |   |                      |                      |                      |                      |                      |
| 1999-2000 | Flammes bleues de Reims | Élite           | 31 | 0                | 10               | 10               | 27               |                  |   |                      |                      |                      |                      |                      |
| 2000-2001 | Flammes bleues de Reims | Élite           | 26 | 1                | 8                | 9                | -                | 10               | 0 | 2                    | 2                    | -                    |                      |                      |
| 2001-2002 | Flammes bleues de Reims | Élite           | -  | 3                | 9                | 12               | -                |                  |   |                      |                      |                      |                      |                      |
| 2006-2007 | Phénix de Reims         | Division 2      | 6  | 0                | 2                | 2                | 6                | 2                | 0 | 0                    | 0                    | 0                    |                      |                      |
| 2007-2008 | Phénix de Reims         | Division 1      | 13 | 0                | 2                | 2                | 40               |                  |   |                      |                      |                      |                      |                      |